# Claude-Louis Grandperret
Claude-Louis Grandperret (* 9. September 1791 in Gex; † 24. Oktober 1854 in Lyon) war ein  französischer Philologe und Pädagoge.

## Leben
Claude-Louis Grandperret war ursprünglich unter der Patronage des späteren Bischofs von Orléans, Pierre-Marin Rouph de Varicourt, zum geistigen Stand bestimmt, widmete sich aber, da er sich nicht zum Kleriker berufen fühlte, dem Unterrichtsfach. Bereits in seinem 19. Lebensjahr war er Lehrer der Rhetorik am Collège zu Belley. 1816 kam er in derselben Eigenschaft nach Lyon, wo er sich an der Redaktion des damals einzigen Journals dieser Stadt beteiligte und 1817 unter dem Namen Réunion des Amis des Muses et du Roi eine kurzlebige literarische Gesellschaft gründete, die dichterische Wettbewerbe veranstaltete. Zu derselben Zeit schrieb er seinen Traité classique de littérature, contenant les humanités et la rhétorique (2 Bände, Lyon und Paris 1816), der vom Universitätsrat gebilligt und empfohlen wurde und seinen Ruf begründete. Das klar und ziemlich gründlich geschriebene Buch erlebte viele Auflagen; 1844 kam seine 18. Auflage heraus.
Grandperrets durch die griechische Revolution veranlasste Schrift Les Grecs, épître à M. Alphonse de Lamartine (Lyon 1826) fand keinen Anklang. Um diese Zeit übernahm er in Lyon die Leitung einer Privatschule, die Schüler aus ganz Frankreich anzog. Auch wurde er als Mitglied (seit 1827) der Académie des sciences, belles-lettres et arts de Lyon zum Berichterstatter der mit der Organisation der Schule La Martinière betrauten Kommission ernannt. Nach der Auflösung des von ihm geleiteten Privatinstituts infolge der Julirevolution von 1830 lehrte er wieder an öffentlichen Anstalten. Er schrieb sein Handbuch der Geographie (Traité classique de géographie, contenant la géographie naturelle et la géographie politique, 2 Bände, Lyon 1833) und gründete 1835 das Athenäum (L’Athénée), eine literarische und wissenschaftliche Zeitung, die ihm jedoch nur geringen Gewinn abwarf.
Die Ernennung zum Inspektor des Primärunterrichts im Département Rhône (1835) kam Grandperret daher gelegen. Er suchte sie durch eine kurze Darlegung seiner Ansichten über dieses Thema (L’instruction primaire dans le département du Rhône) zu rechtfertigen. Außerdem verfasste er damals folgende Abhandlung über das beste System der Erziehung und des Unterrichts: 
- Rapport présenté à l’Académie royale des sciences, belles-lettres et arts de Lyon au nom de la commission chargée d’examiner les mémoires des concurrents sur la question : Quel est le meilleur système d’éducation et d’instruction publique dans la monarchie constitutionnelle?, Lyon 1836

Grandperret erwarb sich in der Folge auch große Verdienste um die Akademie, deren von ihm geschriebene Geschichte (Histoire de l’Académie royale des sciences, belles-lettres et arts de Lyon, Lyon 1845) als wichtiger Beitrag zur Geschichte der französischen Literatur gilt. Erwähnenswert sind auch seine Denkschriften über das Leben und Wirken mehrerer Gelehrter:
- L’Abbé Ballet, souvenirs du pays de Gex, lettres à M. F. Girod, de l’Ain, colonel, membre de la chambre des députés, Lyon 1837
- Éloge de M. Torombert, avocat à la cour royale de Lyon, membre de l’Académie de cette ville, Lyon 1837
- Notice sur M. Claude Guillard, inspecteur émérite de l’Académie de Lyon, Lyon 1845

1852 wurde Grandperret Archivar der Stadt Lyon und übte dieses Amt bis zu seinem Tod aus. Ein Ergebnis seiner Forschungen an dieser Stelle ist seine Geschichte der Stadt Lyon (Lyon : Histoire abrégé de cette ville, Paris und Lyon 1852). Sie stellt eine Kurzversion eines von ihm geplanten umfangreicheren Werks zum gleichen Thema dar, das auf Originalurkunden des Stadtarchivs beruhen sollte. Grandperret, der u. a. auch von 1819 bis 1842 Mitglied der Société littéraire, historique et archéologique de Lyon gewesen war,  hatte eine schwache Konstitution und anfällige Gesundheit und starb am 24. Oktober 1854 im Alter von 63 Jahren in Lyon. Unter seinen hinterlassenen Handschriften fand sich eine Dissertation sur les religions, eine Histoire de l’Empire français, ein Traité classique de philosophie und ein lateinisches Gedicht über die Beredsamkeit. Unter seinen in verschiedenen Sammelwerken abgedruckten lateinischen Gedichten sollen einige sehr vorzügliche sein. Sein aus der Beziehung mit Caroline Amélie Mollet (1793–1858) hervorgegangener Sohn Théodore Grandperret wurde Anwalt und Politiker.